# Dietrich der Reiche
Dietrich der Reiche (* um 1170; † etwa 1235) war ein einflussreicher Bürger Wiens.
Dietrich war Münzmeister, Stadtrichter und zu seiner Zeit einer der einflussreichsten Bürger Wiens. Zudem war er ein Günstling des Babenbergerherzogs Leopold VI. Dietrich besaß einen Gutshof in Zeismannsbrunn und stiftete dort 1211 eine Kapelle, die dem heiligen Ulrich geweiht wurde. Später ging der Name der Kapelle auf die Wiener Vorstadt Sankt Ulrich (heute Bezirk Neubau) über. Vom Wiener Chronisten Jans Enekel wurde Dietrich 1280 als „unmazen rich“ bezeichnet.